# 荏子田横穴
荏子田横穴（えこだおうけつ）は、神奈川県横浜市青葉区荏子田一丁目にある2基の横穴墓。横浜市指定史跡。通称「かんかん穴」。

## 概要

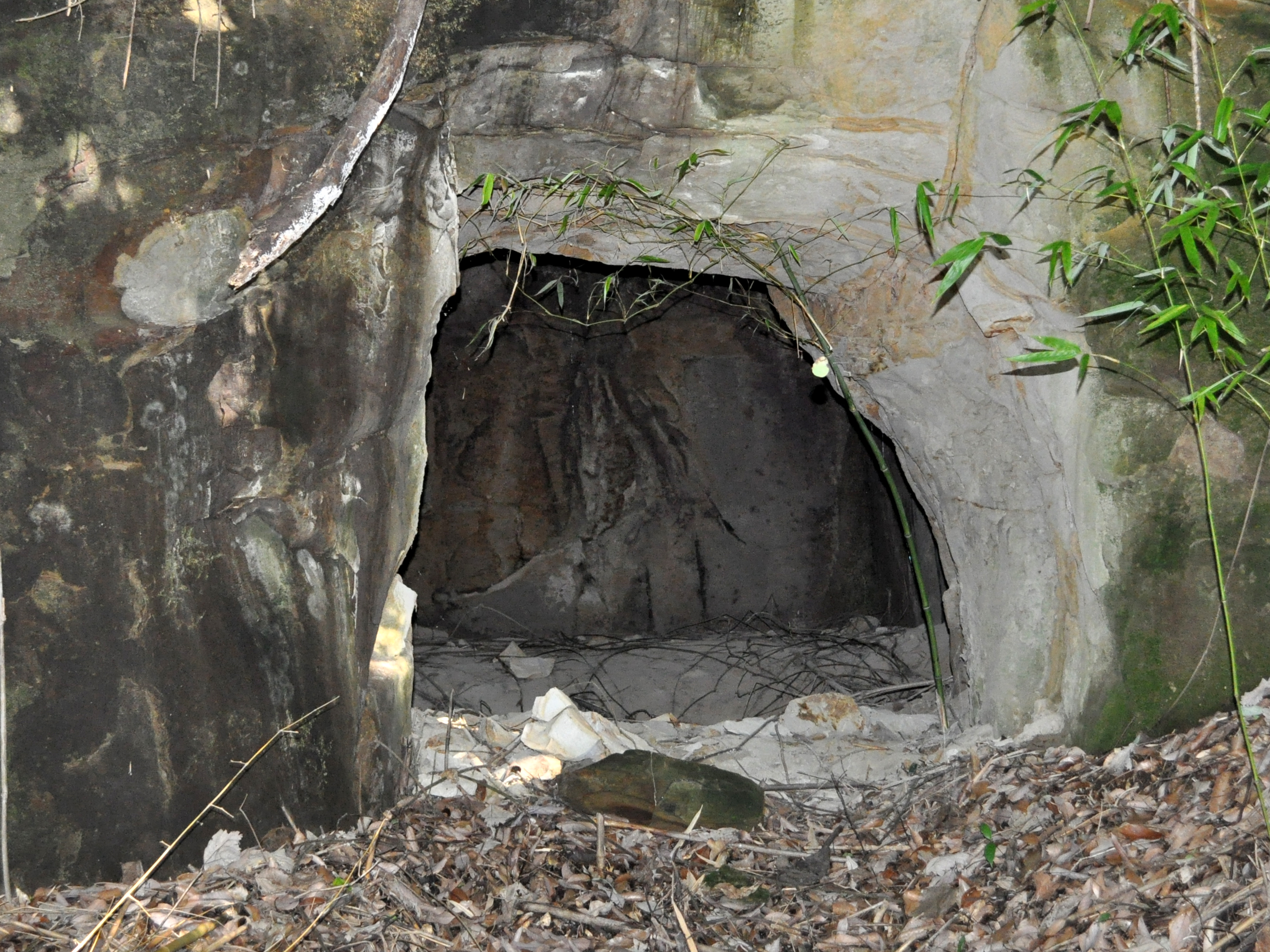
1号墓の羨門（2010年9月）

鶴見川の支流・早渕川上流右岸の、標高約45メートルの丘陵南側に切り込む通称「船頭谷」と呼ばれる谷戸地の南西斜面に位置し、この地域の基盤層である上総層群に掘り込まれている。
1号墓と2号墓が存在し、1928年（昭和3年）に発見・学会に紹介され、1956年（昭和31年）5月に発掘調査が行われた。
1号墓の玄室は、切妻造屋根の家屋を象った特異な形状で、中には柱や棟木、桁の浮き彫りが施されている。このような家形玄室は、鶴見川流域の多くの横穴墓の中でも形態上極めて珍しい例であり、県内の横穴墓の中でも年代的に古く、7世紀前半代に造られたこの地域の有力者の墓と考えられている。
なお、当横穴墓と類似の家形玄室を持つ横穴墓は、周辺では東京都町田市の下三輪玉田谷戸横穴墓群の1号墓・3号墓が知られる。
2号墓は、1号墓の羨門の正面向かって右上に開口しており、1号墓より小さく、平面形は丸みの強い楕円形を呈し、天井部形態はドーム型である。1号墓より新しい7世紀後半代のものと推定される。
1993年（平成5年）11月1日に横浜市指定史跡となった。
現在は、荏子田朝日公園として整備・保存されているが、横穴は天井崩落の危険性もあり、柵で囲われていて内部を見学することはできない。